# Bacalar
Bacalar (Mayathan Bakhalal: umgeben von Schilf) ist eine Stadt im mexikanischen Bundesstaat Quintana Roo auf der Halbinsel Yucatán, etwa 40 km nördlich der Hauptstadt Chetumal.
Bacalar wurde im Jahr 2006 als sogenanntes Pueblo Mágico (magischer Ort) vom SECTUR (Sekretariat für Tourismus in Mexiko) ausgezeichnet.

## Geschichte
Bacalar war in präkolumbianischer Zeit eine Stadt der Maya-Zivilisation. Sie war die erste Stadt in der Region, die die spanischen Konquistadoren 1543 einnehmen und halten konnten. 1545 gründete Gaspar Pacheco hier mit der Hilfe von Juan de la Cámara eine spanische Stadt mit dem Namen Salamanca de Bacalar.
Die Region der südlichen Hälfte des heutigen Quintana Roo wurde von Bacalar aus regiert, das dem Generalkapitän von Yucatán in Mérida unterstellt war.
Nachdem die Stadt im 17. Jahrhundert von Piraten geplündert wurde, wurde die Festung de San Felipe Bacalar 1729 fertiggestellt und kann noch heute besichtigt werden. 1848 hatte Bacalar etwa 5000 Einwohner.
1848 während des Kastenkrieges von Yucatán eroberten Mayas von Chan Santa Cruz die Stadt. Sie wurde erst 1902 von den Mexikanern zurückerobert.
Zwischen 2005 und 2010 gründeten deutschsprachige Russlandmennoniten in Salamanca, einem Stadtteil von Bacalar, eine landwirtschaftliche Kolonie, die im Jahre 2010 967 Einwohner und im Jahre 2020 1175 Einwohner hatte. Die Russlandmennoniten leben ähnlich wie die Amischen alter Ordnung ein traditionelles Leben mit nur wenig moderner Technologie, so fahren beispielsweise viele von ihnen bis heute nicht mit dem Auto, sondern mit der Pferdekutsche. Alle Einwohner sind Mennoniten und nur eine der Personen ab 15 Jahren war Analphabet.

## Geographie
Bacalar liegt am Westufer der gleichnamigen Lagune von Bacalar (Laguna de Bacalar).

## Galerie

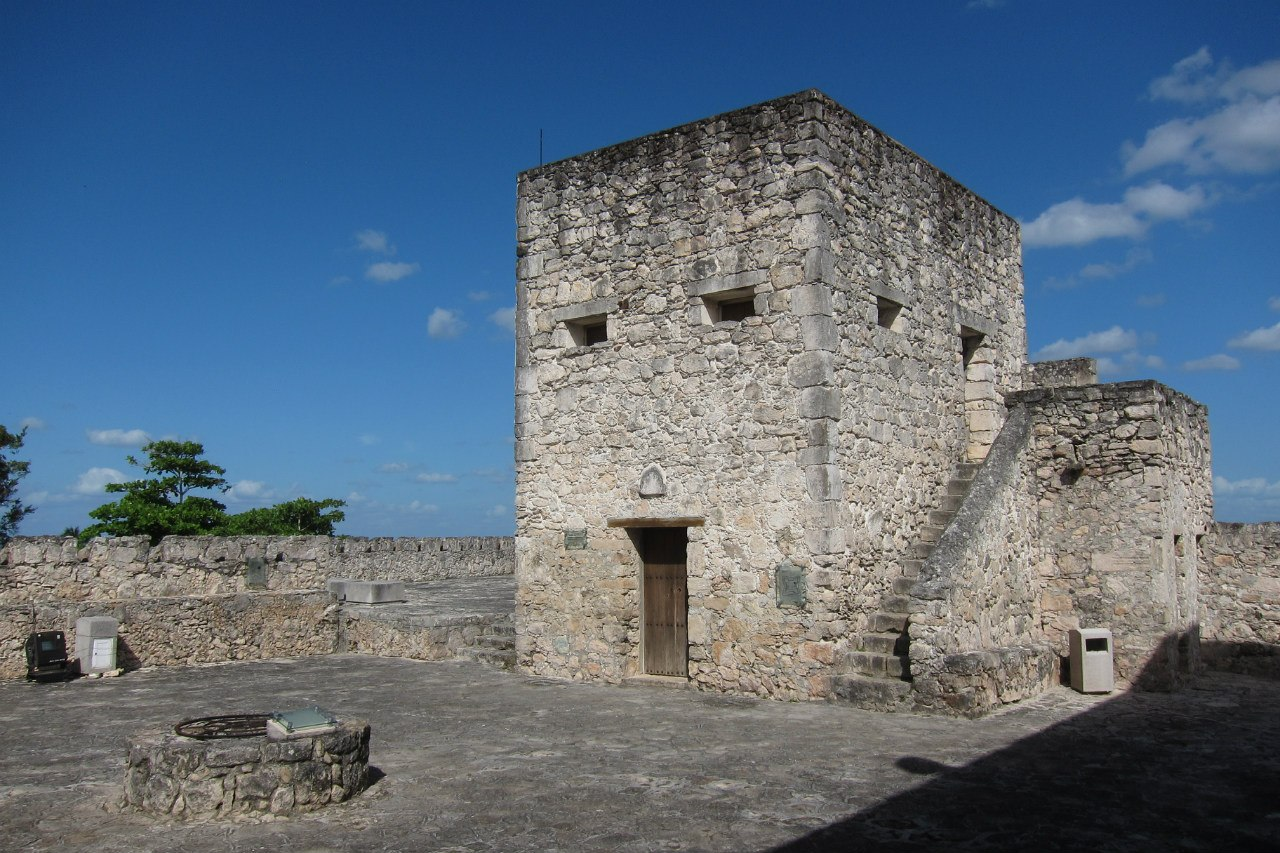
Festung San Felipe
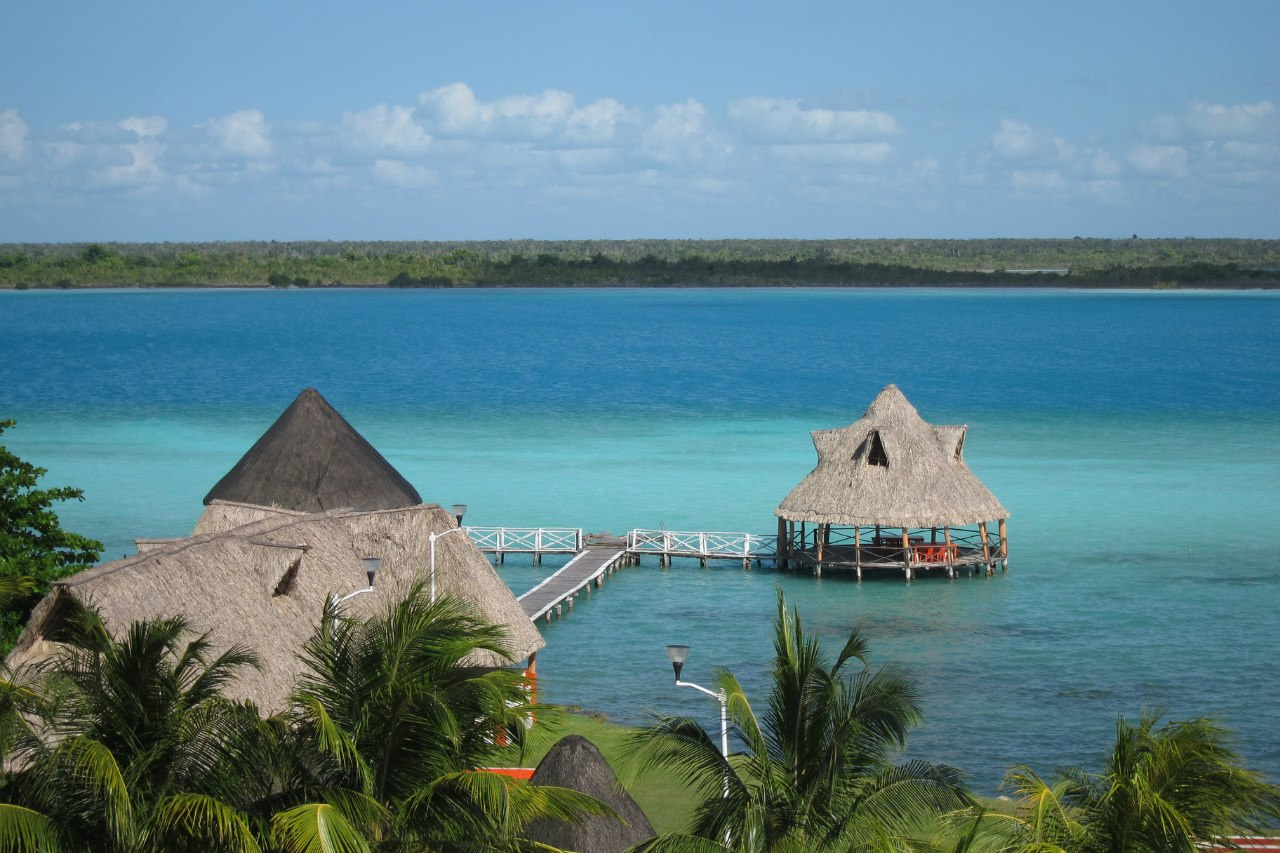
Lagune von Bacalar
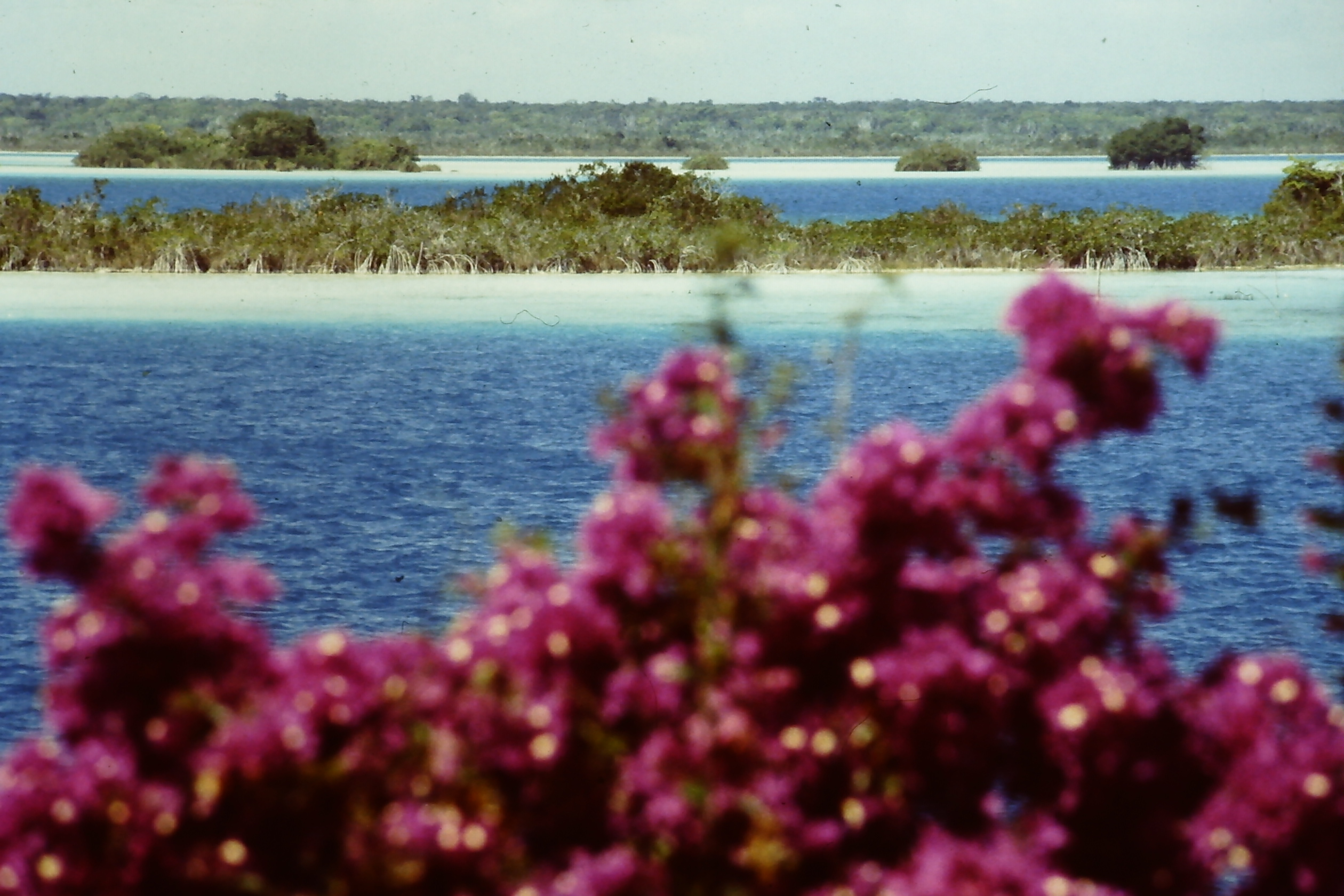
Lagune von Bacalar